# Hailey Baldwin
Hailey Rhode Baldwin, coniugata Bieber (Tucson, 22 novembre 1996), è una modella statunitense.

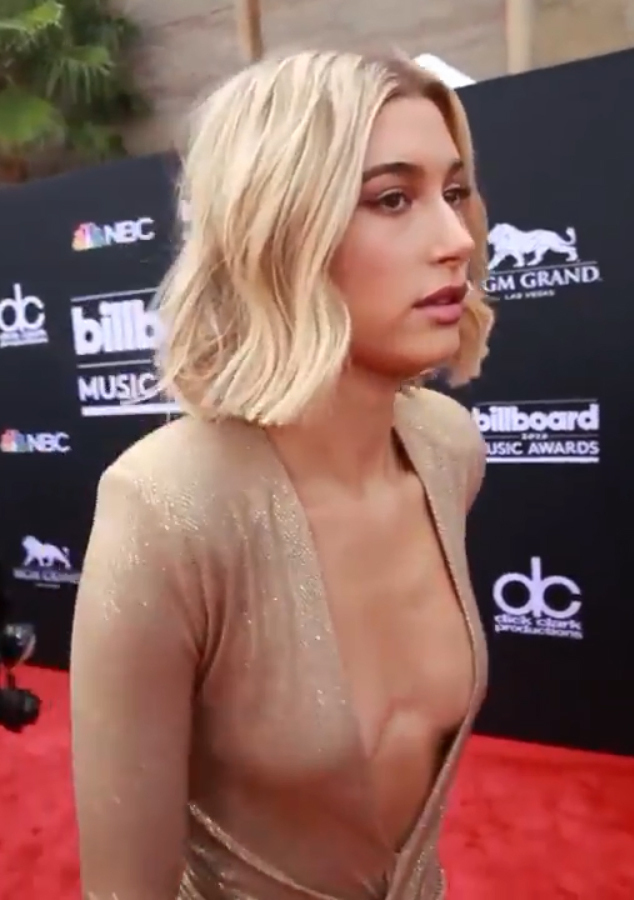
Hailey Bieber ai Billboard Music Awards 2018

Figlia minore dell'attore Stephen Baldwin, nipote sia di Alec (zio) sia del musicista Eumir Deodato (nonno), nonché moglie del cantante Justin Bieber, ha lavorato come volto per i marchi Tommy Hilfiger, Guess e Versace.

## Biografia
Hailey è nata a Tucson, Arizona nel 1996. Oltre alle origini statunitensi, ha anche quelle brasiliane da parte della madre Kennya Deodato, figlia del musicista italo brasiliano Eumir Deodato. Hailey prende il nome dalla Cometa di Halley. La famiglia di Hailey è numerosa di membri attivi nel mondo dello spettacolo: è nipote della cantante Chynna Phillips, moglie dello zio William, e fino al 2002 è stata nipote dell'attrice Kim Basinger, prima del suo divorzio con lo zio Alec.
Nel 2005, a nove anni, appare insieme alla sua famiglia nel documentario televisivo Livin It: Unusual Suspects e nel 2009 fa un'apparizione insieme ad Alec e al gruppo musicale dei Jonas Brother in un episodio dello show televisivo Saturday Night Live. Il suo principale obiettivo lavorativo era quello di diventare una ballerina professionista ma a causa di una frattura al piede fu costretta a smettere. Nel 2014, a diciotto anni, firma un contratto come modella con l'agenzia Ford Models e nel 2016, invece, passa all'agenzia di moda IMG Models.
Hailey ha calcato le passerelle per vari marchi, quali Sonia Rykiel, Tommy Hilfiger, Philipp Plein, Moschino, Prabal Gurung, Tory Burch e Julien MacDonald. È inoltre apparsa sulle copertine di alcune riviste, come L'Officiel e Marie Claire a fra le pagine di Tatler, V, Vogue, Teen Vogue e W. Ha realizzato inoltre diverse campagne pubblicitarie ed è nota specialmente per le sue collaborazioni con lo stilista Tommy Hilfiger e con il marchio Guess?. Ha presenziato come conduttrice diversi eventi televisivi, come la premiazione del miglior video musicale degli MTV Europe Music Awards del 2015 al fianco della top model italiana Bianca Balti e del rapper britannico Tinie Tempah e agli iHeart Radio Much Music Video Awards del 2016 con la collega Gigi Hadid.

Nel 2017 in occasione del Maxim Hot 100 Party viene eletta la donna più sexy del mondo. L'anno successivo interpreta un cameo nella pellicola Ocean's 8, diretta da Gary Ross. Hailey è apparsa nel video promozionale del Fyre Festival. Ha detto che i soldi ricavati sono andati in beneficenza. A partire dal 2019 Hailey è il volto di Levi Jeans.

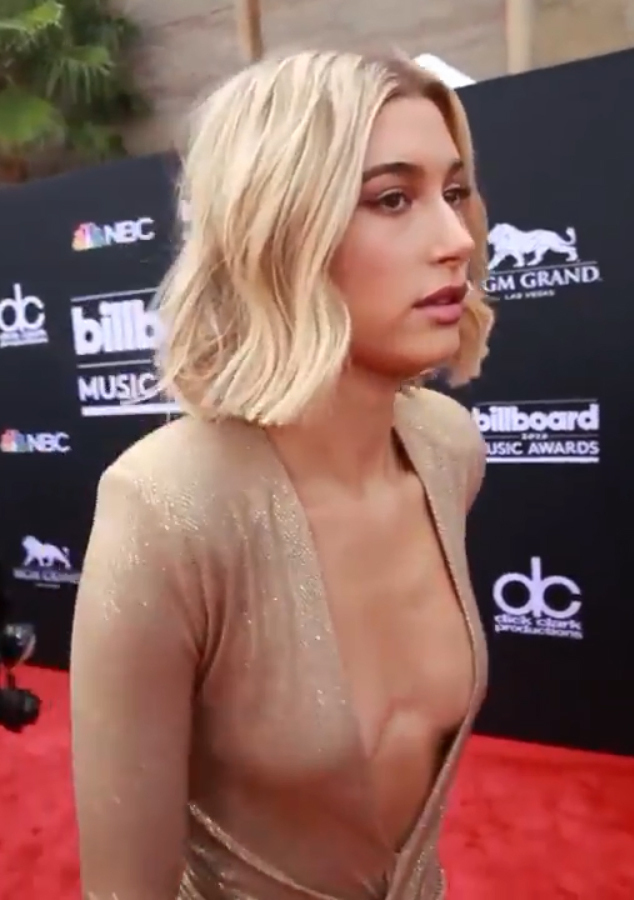
Hailey ai Billboard Music Awards 2018.

### Recitazione e TV
Nel 2009 ha fatto la sua apparizione in un episodio del programma televisivo Saturday Night Live al fianco di suo zio Alec Baldwin. Nel 2011 ha recitato con il cantante australiano Cody Simpson nel video musicale della canzone " On My Mind " come parte del suo primo lavoro, diversi anni dopo, nel 2016, ha avuto un ruolo in un secondo video musicale, "Love to Love You baby" per il modello e cantante francese Baptiste Giabiconi, un remake della canzone omonima di Donna Summer pubblicato nel 1975.

### Conduttrice
Il 25 ottobre 2015, Hailey ha lavorato come conduttrice agli MTV Europe Music Awards 2015 a Milano, al fianco della supermodella italiana Bianca Balti e il rapper inglese Tinie Tempah.
Il 19 giugno 2016 ha co-ospitato la modella Gigi Hadid che annuncia un'esibizione dal vivo di Shawn Mendes ai 2016 iHeartRadio Much Music Video Awards a Toronto, in Canada.
A partire dal 2 maggio 2017 ha iniziato a condurre un nuovo spettacolo TBS "Drop the Mic" con il rapper Method Man, che vede quattro celebrità affrontare una serie di battaglie rap.

### Marchio personale
Nel 2016, Hailey ha collaborato con il marchio di abbigliamento The Daily Edited. Nello stesso anno, ha annunciato una collaborazione con il marchio di calzature del Regno Unito Public Desire, utilizzando l'hashtag #PDxHB, e ha annunciato che avrebbe lanciato la sua collezione di make-up prodotta dal marchio australiano ModelCo.
Nel giugno del 2022, ha lanciato il suo brand di skin care "Rhode", vendendola nel 2025 a 1 miliardo di dollari al brand Elf. Hailey è la co officer creatrice del brand

## Vita privata
Il 13 settembre 2018 si è sposata civilmente con il cantautore canadese Justin Bieber. La coppia era fidanzata dal 7 luglio 2018. Baldwin ha cambiato il suo nome in Hailey Bieber sui social media e ha richiesto un marchio di licenza per utilizzare il nome "Hailey Bieber" per scopi commerciali. I Biebers hanno tenuto una seconda cerimonia religiosa in Carolina del Sud il 30 settembre 2019. Vive a Beverly Hills con il marito.
Nell'agosto 2024 nasce il loro primo figlio Jack Blues Bieber.

## Filmografia

### Cinema
- Ocean's 8, regia di Gary Ross (2018)

### Televisione
- Livin It: Unusual Suspects, regia di Anne DeRock (2005) – documentario
- Saturday Night Live – show TV, episodio 34x16 (2009)

### Videoclip
- On My Mind – Cody Simpson (2011)
- Love To Love You Baby – Baptiste Giabiconi (2016)

## Campagne pubblicitarie
- Brandy Melville F/W (2014)
- Eleven Paris F/W (2016); S/S (2017)
- Fendi (2018)
- French Connection F/W (2014)
- Guess? F/W (2016); S/S (2017)
- H&M S/S (2016); S/S (2017)
- Karl Lagerfeld F/W (2016)
- Kith S/S (2017)
- Levis (2018)
- L'Oreal Professionel (2017)
- ModelCo (2017-presente)
- Philipp Plein S/S (2016)
- Prabal Gurung S/S (2017)
- Public Desire S/S (2017)
- Rag & Bone (2018)
- Ralph Lauren F/W (2015) S/S (2016)
- Sass & Bide S/S (2017)
- Stradivarius S/S (2017)
- The Daily Edited F/W (2016)
- The Upside S/S (2014)
- Tommy Hilfiger S/S (2016) F/W (2016;2018)
- Topshop S/S (2015)
- Triangl Swimwear S/S (2016)
- Ugg F/W (2016)

## Agenzie
- Ford Models – New York
- Heroes Models – New York
- IMG Models – New York
- Silent Models – Parigi
- Storm Models – Londra